# Funisciurus congicus
Funisciurus congicus es una especie de roedor de la familia Sciuridae.

## Distribución geográfica
Se encuentran en Angola, República Democrática del Congo, y Namibia.

## Hábitat
Su hábitat natural son: sabanas, subtropicales o tropicales matorrales secos y áreas rocosas.